# Мелин, Жюль
Феликс-Жюль Мелин (фр. Félix Jules Méline; 20 мая 1838, Ремирмон, департамент Вогезы — 21 декабря 1925, Париж) — французский политик и государственный деятель, более двух лет, с 29 апреля 1896 по 28 июня 1898 года будучи премьер-министром, возглавлявший кабинет министров Третьей республики.
После получения юридического образования Жюль Мелин, при Второй империи, занимался в столице Франции адвокатской практикой.
Политическую карьеру начал помощником мэра первого округа Парижа. Активный участник Парижской коммуны.
С 1872 по 1903 годы — член Палаты депутатов от департамента Вогезы.
С 12 декабря 1876 по 16 мая 1877 года — министр юстиции и по делам религий.
С 23 сентября 1880 по 10 ноября 1881 года — министр сельского хозяйства.
С 4 апреля 1888 по 11 ноября 1889 года — председатель палаты депутатов.
С 1903 по 1925 годы — сенатор от департамента Вогезы.
Он занимал пост председателя Совета Министров Франции с 29 апреля 1896 по 25 июня 1898 года. Несмотря на кажущуюся кратковременность его правления, Мелина можно назвать долгожителем на посту премьер-министра времён становления Третьей Республики, ибо за 26 лет её существования на этом посту до Жюля Мелина во Франции сменилось 32 правительства.
Жюль Мелин баллотировался кандидатом на президентских выборах 1899 года.
Скончался 21 декабря 1925 года в Париже.